# Pedja (stacja kolejowa)
Pedja – stacja kolejowa w miejscowości Pedja, w prowincji Jõgeva, w Estonii. Położona jest na linii Tapa - Tartu. 